# 曽田範宗
曽田 範宗（そだ のりむね、1911年4月28日 - 1995年6月30日）は、日本の機械工学者、文化功労者。
新潟県柏崎市出身。1935年東京帝国大学工学部機械学科卒。1941年東京帝大助教授、1949年「摩擦の研究」で工学博士、東大理工学研究所教授、1968年東大宇宙航空研究所長。1972年定年退官、名誉教授、1976年理化学研究所理事、80年同研究顧問、相談役。1981年豊田工業大学客員教授。
1971年『摩擦の話』で毎日出版文化賞受賞、1975年紫綬褒章受勲、1981年勲二等瑞宝章受勲、1989年文化功労者。1968-1971年日本潤滑学会長、1971年日本航空宇宙学会長、1975年日本機械学会長。

## 著書
- 『摩擦と潤滑』岩波全書 1954
- 『軸受』岩波全書 1964
- 『摩擦の話』岩波新書 1971
- 『曽田範宗博士論文集』曽田範宗博士論文集刊行会 1996

監修
- 『内燃機関ハンドブック』熊谷清一郎共監修 養賢堂 1964

### 翻訳
- バウデン、テイバー『固体の摩擦と潤滑』丸善 1961